# 熊寨镇
熊寨镇，是中华人民共和国河南省驻马店市正阳县下辖的一个乡镇级行政单位。

## 行政区划
熊寨镇下辖以下地区：
熊寨村、宋店村、崔庄村、农庄村、王楼村、王大塘村、刘大塘村、魏庄村、韩庄村、胡寨村、岳伍村、毛集村和大许村。